# Patient Number 9
Patient Number 9 — тринадцатый и последний сольный студийный альбом английского хеви-метал-певца Оззи Осборна, вышедший 9 сентября 2022 года на лейбле Epic Records; спродюсировал его Эндрю Уотт. Это был последний альбом Осборна перед его смертью в июле 2025 года, хотя в 2024 году он заявлял, что находится в студии, чтобы поработать над «ещё одним альбомом». Продолжительность альбома составляет 61 минуту и 10 секунд, что делает его самым продолжительным студийным альбомом, выпущенным Осборном сольно.
Patient Number 9 получил благоприятные отзывы музыкальных критиков и получил награду на 65-й ежегодной премии «Грэмми» как лучший рок-альбом. Он был признан 9-м лучшим гитарным альбомом 2022 года читателями журнала Guitar World.

## Предыстория и продвижение
Через четыре дня после выхода альбома Ordinary Man Осборн объявил, что начал работу над его продолжением, а Эндрю Уотт вернулся в качестве продюсера. 24 июня 2022 года лид-сингл и заглавный трек «Patient Number 9» с участием Джеффа Бека был выпущен вместе с сопроводительным музыкальным видео. Режиссёрами клипа выступили Тодд Макфарлейн и М. Вартелла. Клип стал первым в истории видео, в котором использовались нарисованные от руки иллюстрации Осборна. «Мои демоны были анимированы, и их можно увидеть во время гитарного соло Джеффа Бека в песне», — написал Осборн в Твиттере. Впоследствии трек дебютировал на первом месте в чарте Billboard's Hot Hard Rock Songs, одновременно заняв 17 и 22 места в чартах Billboard’s Hot Rock Songs и Hot Rock & Alternative Songs соответственно. В то же время Осборн официально анонсировал сам альбом, а также представил обложку, трек-лист и дату выхода.
22 июля был представлен второй сингл «Degradation Rules» с участием Тони Айомми. 5 сентября, за четыре дня до выхода альбома, был опубликован третий сингл «Nothing Feels Right» с участием Закка Уайлда. 7 сентября было объявлено, что Осборн выступит в перерыве шоу на открытии сезона НФЛ Лос-Анджелес Рэмс против Баффало Биллз 8 сентября в поддержку альбома.

## Отзывы критиков
| Совокупная оценка | Совокупная оценка |
| Источник          | Оценка            |
| ----------------- | ----------------- |
| Metacritic        | 75/100            |
| Оценки критиков   |                   |
| Источник          | Оценка            |
| AllMusic          | [ 19 ]            |
| The Arts Desk     | [ 20 ]            |
| Classic Rock      | [ 21 ]            |
| The Guardian      | [ 22 ]            |
| The Independent   | [ 23 ]            |
| Kerrang!          | [ 24 ]            |
| Metal Hammer      | [ 25 ]            |
| NME               | [ 26 ]            |
| The Telegraph     | [ 27 ]            |
| Uncut             | [ 28 ]            |

Patient Number 9 получил в целом положительные отзывы от современных музыкальных критиков. На сайте Metacritic, который присваивает нормализованный рейтинг из 100 баллов рецензиям основных изданий, альбом получил средний балл 75 на основе 10 рецензий, что означает «в целом благоприятные отзывы».
Рецензент AllMusic Фред Томас дал альбому в основном положительную рецензию. Он написал: «Даже несмотря на иногда проглядывающую фаталистическую перспективу, Оззи звучит на протяжении всего Patient Number 9 как гиперзаряженный, продолжая маловероятное возвращение в конце игры, которое он начал на Ordinary Man, и превосходя этот альбом тем, что больше рискует.»
Более того, Алексис Петридис, написавший для The Guardian, дал альбому в целом положительную рецензию, отметив, что «по контрасту, Patient Number 9 завершается God Only Knows, красивой стадионной рок-балладой, в которой Осборн размышляет о собственной смертности в терминах, которые попеременно являются суровыми и трогательными.»
Kerrang! дал альбому оценку 4 из 5 и заявил: «Если не считать всего остального, приятно видеть, что Оззи продолжает жить и оставаться Князем Тьмы. Но „Patient Number 9“ также, как и его предшественник, является масштабным праздником жизни, дружбы и волшебной силы музыки. Я никогда не умру, потому что я бессмертен!„ — объявляет он в песне Immortal. Он так и звучит“.
Metal Hammer дал альбому положительную рецензию и отметил: „Несмотря на все, что вы могли слышать о том, что Оззи находится на последнем издыхании, Patient Number 9 однозначно не звучит как работа человека, живущего в отпущенный срок. Напротив, он звучит так, будто Князь Тьмы, мать его, отрывается на полную катушку, с кучей своих друзей и, как ни странно, с вновь обретённым чувством артистических амбиций.“ Более того, Алексис Петридис, написавший для The Guardian, дал альбому в целом положительную рецензию, подразумевая, что „По контрасту, Patient Number 9 завершается God Only Knows, красивой стадионной рок-балладой, в которой Осборн размышляет о собственной смертности в терминах, которые попеременно являются суровыми и трогательными.“
Обозреватель NME Риан Дейли поставила Patient Number 9 почти идеальную оценку и заявила: „В 73 года, когда Осборн борется со своим здоровьем, вы, возможно, не ожидаете, что он будет держать эту планку особенно высоко. Но, по большей части, Patient Number 9 именно это и делает — это шипящий кусок хард-роковой магии“. Возможно, в недавнем интервью Independent суеверный металлический фронтмен и признался, что старается „не смотреть“ на число 13, но нам повезло, что у нас есть его великолепный 13-й сольный альбом».
Гарет Уильямс из Wall of Sound дал альбому положительную рецензию, сказав, что он содержит: «Невозможно замаскировать один из самых уникальных голосов рока, и певец звучит так хорошо, как не звучал уже много лет. Хотя этот альбом не открывает ничего нового, он значительно опережает такие альбомы, как Black Rain 2007 года или Scream 2010 года. В 2020 году Ordinary Man взорвал мейнстримовые чарты, а Patient Number 9 не останется далеко позади.»
На 65-й ежегодной церемонии вручения премии «Грэмми» альбом Patient Number 9 получил четыре номинации, включая «Лучший рок-альбом». Заглавная композиция «Patient Number 9» получила номинации за лучшую рок-песню и лучшее рок-исполнение, а песня «Degradation Rules» была номинирована за лучшее метал-исполнение. В дальнейшем альбом выиграл две премии «Грэмми», включая «Лучший рок-альбом» и «Лучшее металлическое исполнение» за «Degradation Rules». Эта победа стала третьей премией «Грэмми», которую Оззи Осборн и Тонни Айомми выиграли вместе, после того как ранее выиграли две в составе Black Sabbath.

## Список композиций
| №                   | Название                                         | Автор(ы)                                                                    | Длительность |
| ------------------- | ------------------------------------------------ | --------------------------------------------------------------------------- | ------------ |
| 1.                  | «Patient Number 9» (при участии Джеффа Бека)     | Джон Осборн Эндрю Уотт [англ.] Роберт Трухильо Чэд Смит Али Тампоси [англ.] | 7:21         |
| 2.                  | «Immortal» (при участии Майка Маккриди)          | Осборн Уотт Смит Дафф Маккаган                                              | 3:03         |
| 3.                  | «Parasite» (при участии Закка Уайлда)            | Осборн Уотт Трухильо Тампоси Тейлор Хокинс                                  | 4:05         |
| 4.                  | «No Escape From Now» (при участии Тони Айомми)   | Осборн Уотт Смит Тампоси Айомми                                             | 6:46         |
| 5.                  | «One of Those Days» (при участии Эрика Клэптона) | Осборн Уотт Смит Тампоси Маккаган                                           | 4:40         |
| 6.                  | «A Thousand Shades» (при участии Джеффа Бека)    | Осборн Уотт Смит Тампоси Райан Теддер                                       | 4:26         |
| 7.                  | «Mr Darkness» (при участии Закка Уайлда)         | Осборн Уотт Трухильо Тампоси Хокинс                                         | 5:35         |
| 8.                  | «Nothing Feels Right» (при участии Закка Уайлда) | Осборн Уотт Смит Тампоси Крис Чейни [англ.]                                 | 5:35         |
| 9.                  | «Evil Shuffle» (при участии Закка Уайлда)        | Осборн Уотт Трухильо Смит Тампоси                                           | 4:10         |
| 10.                 | «Degradation Rules» (при участии Тони Айомми)    | Осборн Уотт Смит Трухильо                                                   | 4:10         |
| 11.                 | «Dead and Gone»                                  | Осборн Уотт Трухильо Смит Тампоси                                           | 4:32         |
| 12.                 | «God Only Knows»                                 | Осборн Уотт Тампоси Хоукинс                                                 | 5:00         |
| 13.                 | «Darkside Blues»                                 | Осборн Уотт                                                                 | 1:47         |
| Общая длительность: | Общая длительность:                              | Общая длительность:                                                         | 61:10        |

Примечание
- На виниле первой песней является «Immortal», а второй — «Patient Number 9». Остальная часть альбома сохраняет трек-лист, указанный выше.

## Участники записи
Сведения взяты из официального буклета:
Участники сольной группы
- Оззи Осборн — ведущий вокал, губная гармошка (треки 10, 13)
- Закк Уайлд — гитара (треки 1-3, 6-9, 11, 12), клавишные (треки 1, 5, 7, 9), орган (трек 8)

Приглашённые музыканты

| - Эндрю Уотт — гитара (треки 1-3, 5-13), бас-гитара (треки 4, 6, 7, 9, 12), клавишные (треки 1, 5-7, 11, 12), фортепиано (треки 3, 6, 12), ударные (треки 11, 12), бэк-вокал (треки 1-13), производство - Джефф Бек — гитара (треки 1, 6) - Тони Айомми — гитара (треки 4, 10) - Майк Маккриди — гитара (трек 2) - Эрик Клэптон — гитара (трек 5) - Джош Хомме — гитара (трек 12) - Роберт Трухильо — бас-гитара (треки 1, 3, 4, 6, 7, 9-12) - Дафф Маккаган — бас-гитара (треки 2, 5) - Крис Чейни — бас-гитара (трек 8) - Чэд Смит — ударные (трек 1, 2, 4-6, 8-12), перкуссия (трек 6) - Тейлор Хокинс — ударные (треки 3, 7, 12), перкуссия (трек 3) - Джеймс Пойзер — орган (треки 5, 7) - Дэвид Кэмпбелл — аранжировка для струнных (треки 6, 11) - Чарли Бишарат — скрипка (треки 6, 11) - Роберто Кани — скрипка (трек 6) | - Марио ДеЛеон — скрипка (трек 6) - Нина Евтухова — скрипка (трек 6) - Сонга Ли — скрипка (треки 6, 11) - Натали Леггетт — скрипка (треки 6, 11) - Филипп Леви — скрипка (трек 6) - Алисса Парк — скрипка (трек 6) - Мишель Ричардс — скрипка (трек 6) - Нил Семплс — скрипка (треки 6, 11) - Дженнифер Такамацу — скрипка (трек 6) - Керенца Пикок — скрипка (трек 11) - Сара Паркинс — скрипка (трек 11) - Эндрю Даклз — альт (треки 6, 11) - Закари Деллинджер — альт (трек 6) - Дэвид Вальтер — альт (треки 6, 11) - Джейкоб Браун — виолончель (треки 6, 11) - Паула Хоххальтер — виолончель (треки 6, 11) - Росс Гасворт — виолончель (трек 6) |

## Чарты
| Чарт (2022)                                          | Высшая позиция |
| ---------------------------------------------------- | -------------- |
| Австралия (ARIA)                                     | 2              |
| Австрия (Ö3 Austria)                                 | 2              |
| Бельгия/Валлония (Ultratop)                          | 6              |
| Бельгия/Фландрия (Ultratop)                          | 7              |
| Великобритания (UK Albums Chart)                     | 2              |
| Великобритания (UK Rock & Metal Albums Chart)        | 1              |
| Венгрия (MAHASZ)                                     | 2              |
| Германия (Offizielle Top 100)                        | 2              |
| Дания (Hitlisten)                                    | 9              |
| Ирландия (Irish Albums Chart)                        | 22             |
| Испания (PROMUSICAE)                                 | 8              |
| Италия (FIMI)                                        | 2              |
| Канада (Canadian Albums Chart)                       | 1              |
| Нидерланды (Album Top 100)                           | 6              |
| Новая Зеландия (RMNZ)                                | 6              |
| Норвегия (VG-lista)                                  | 4              |
| Польша (ZPAV)                                        | 2              |
| Португалия (AFP)                                     | 10             |
| США (Billboard 200)                                  | 3              |
| США (Billboard Top Alternative Albums)               | 1              |
| США (Billboard Top Hard Rock Albums)                 | 1              |
| США (Billboard Top Rock Albums)                      | 1              |
| США (Billboard Top Tastemaker Albums)                | 1              |
| Финляндия (Suomen virallinen lista)                  | 2              |
| Франция (SNEP)                                       | 14             |
| Чехия (ČNS IFPI)                                     | 1              |
| Швейцария (Schweizer Hitparade)                      | 3              |
| Швеция (Sverigetopplistan)                           | 2              |
| Швеция (Swedish Hard Rock Albums, Sverigetopplistan) | 1              |
| Шотландия (Scottish Albums Chart)                    | 2              |
| Япония (Billboard Japan)                             | 12             |
| Япония (Oricon)                                      | 10             |

| Чарт (2022)                     | Позиция |
| ------------------------------- | ------- |
| Австрия (Ö3 Austria)            | 74      |
| Германия (Offizielle Top 100)   | 35      |
| Польша (ZPAV)                   | 80      |
| Швейцария (Schweizer Hitparade) | 46      |